# Брехов, Константин Иванович
Константи́н Ива́нович Бре́хов (21 февраля (6 марта) 1907 года, г. Славянск Харьковская губерния, ныне Донецкая область — 24 августа 1994, Москва) — советский государственный и хозяйственный деятель. Депутат Совета Союза Верховного Совета СССР 6-11 созывов от Азербайджанской ССР, член ЦК КПСС в 1971—1986 годах, кандидат в 1961—1971 годах. Герой Социалистического Труда (1977).

## Образование
- 1936 год — окончил Харьковский механико-машиностроительный институт.

## Биография
Родился в семье железнодорожного рабочего.
- 1926—1931 — помощник машиниста, машинист паровоза.
- 1931—1934 и 1936—1941 — работал на Краматорском заводе: техник, конструктор, начальник цеха, главный механик, начальник производства. В 1941 году завод эвакуирован в Иркутск.
- 1942—1949 — главный инженер — заместитель директора, директор Иркутского завода тяжёлого машиностроения им. В. Куйбышева.
- 1949—1954 — директор завода «Южуралмаш», Оренбургская область.
- 1954—1957 — заместитель министра строительного и дорожного машиностроения СССР.
- 1957—1962 — заместитель председателя, председатель (с 1959) Московского областного совнархоза.
- 1962—1964 — председатель совнархоза Московского экономического административного района РСФСР.
- 1964—1965 — председатель Государственного комитета химического и нефтяного машиностроения Госплана СССР — Министр СССР.
- 1965—1986 — министр химического и нефтяного машиностроения СССР.
- С января 1986 года персональный пенсионер союзного значения.

Похоронен на Введенском кладбище (29 уч.).

## Награды
- Герой Социалистического Труда (1977)
- четыре ордена Ленина
- орден Красной Звезды
- орден «Знак Почёта»